# Dive Copse British Cemetery
Le Dive Copse British Cemetery    est un cimetière militaire de la Première Guerre mondiale situé  sur le territoire de la commune de Sailly-le-Sec, dans le département de la Somme, à l'est d'Amiens.

## Localisation
Ce cimetière est situé en pleine campagne, à 3 km au nord-est du village, dans le Chemin du Bois Menet.

## Histoire

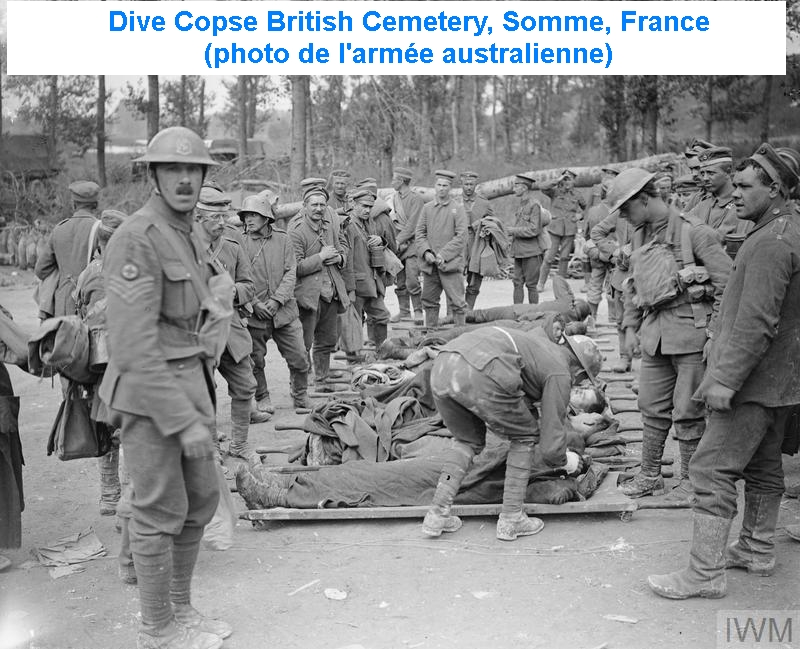
Soldats alliés et blessés au cimetière de Dive Copse en aôut 1918.

Le village de Sailly-le-Sec est resté loin des combats jusqu'en mars 1918, date à laquelle il se trouva sur la ligne de front lors de l'Offensive du printemps de l'armée allemande. 

En juin 1916, avant l'offensive de la Somme, le terrain au nord du cimetière fut choisi pour une concentration d'ambulances de campagne, qui devint le poste de secours principal du XIVe Corps. Dive Copse était le nom d'un petit bois voisin, sous la route Bray-Corbie, du nom de l'officier qui commandait cet hôpital. Ce cimetière fut utilisé de juillet à août 1916 pour inhumer les soldats décédés des suites de leurs blessures. 

Au printemps 1918, le cimetière fut perdu lors de l'Offensive du printemps allemande. Lors de la libération du secteur en août 1918, 77 soldats furent inhumés dans ce cimetière
.
Le cimetière Dive Copse contient désormais 590 sépultures et commémorations de la Première Guerre mondiale dont 29  ne sont pas identifiées.

## Caractéristiques
Ce vaste cimetière a un plan pentagonal dont le plus grand côté mesure 90 m. Il est entouré d'un muret de briques.
Il est l’œuvre de Sir Edwin Lutyens.

## Sépultures
| Pays           | Sépultures |
| -------------- | ---------- |
| Royaume-Uni    | 589        |
| Australie      | 60         |
| Afrique du Sud | 18         |
| Total          | 590        |

## Galerie

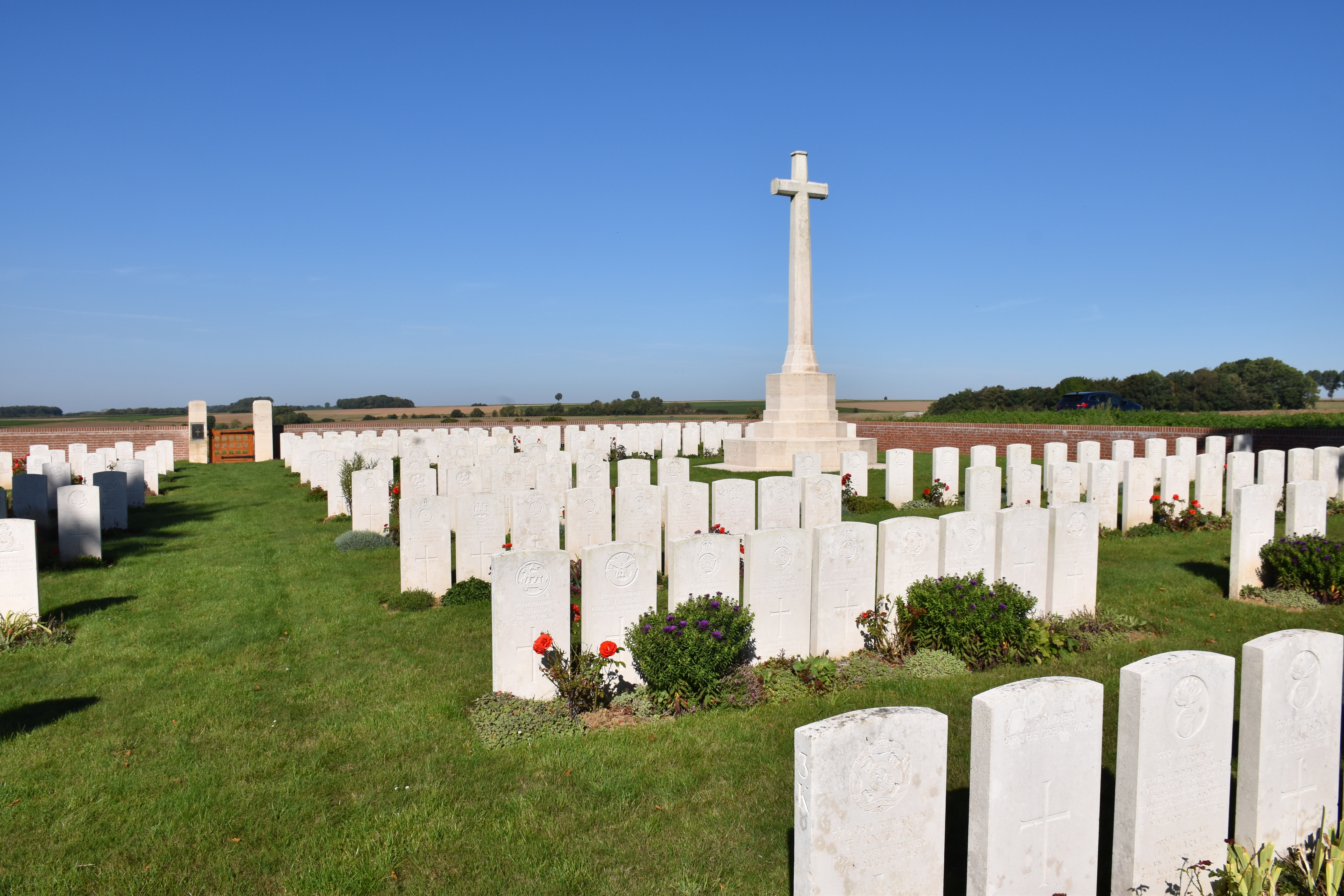
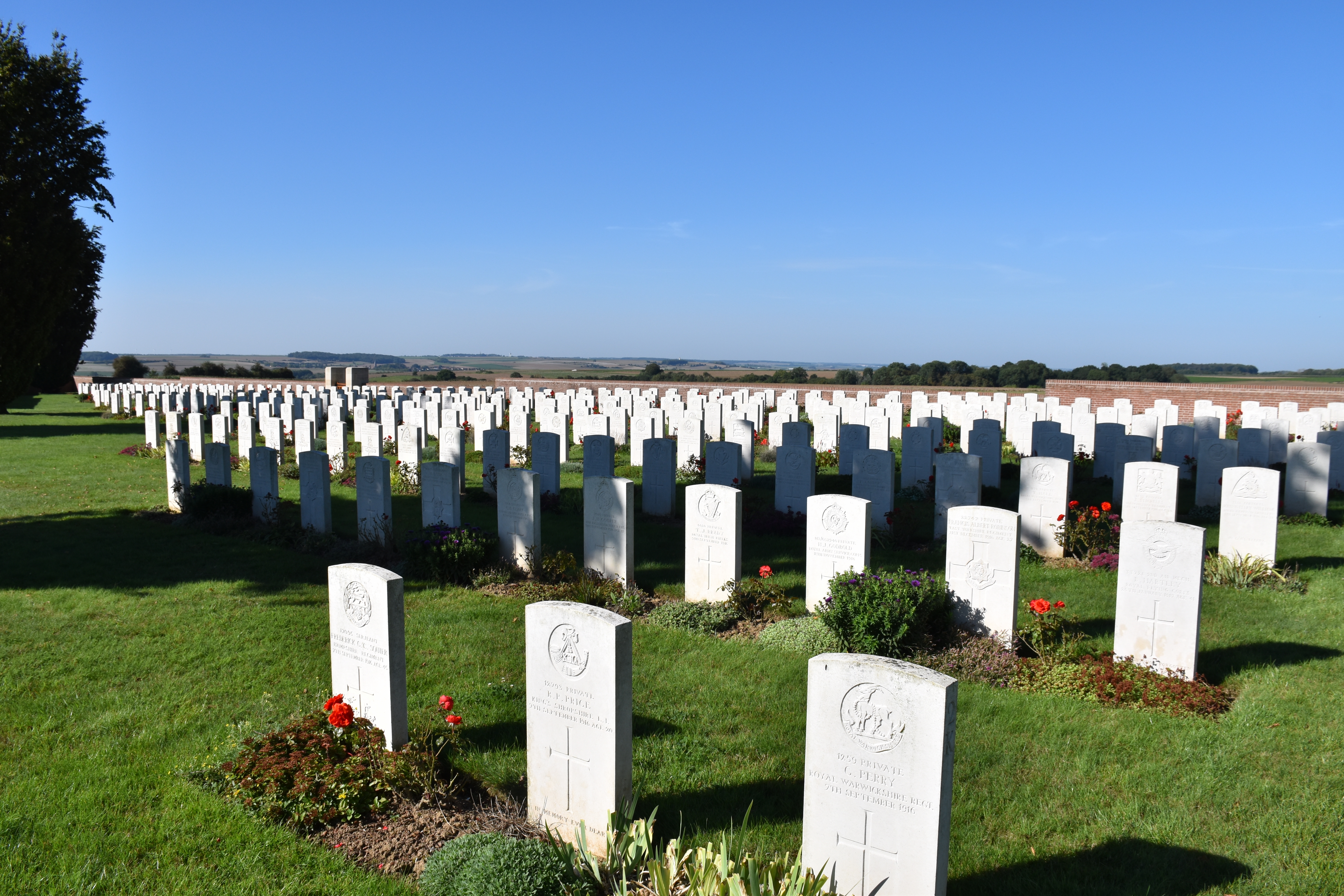
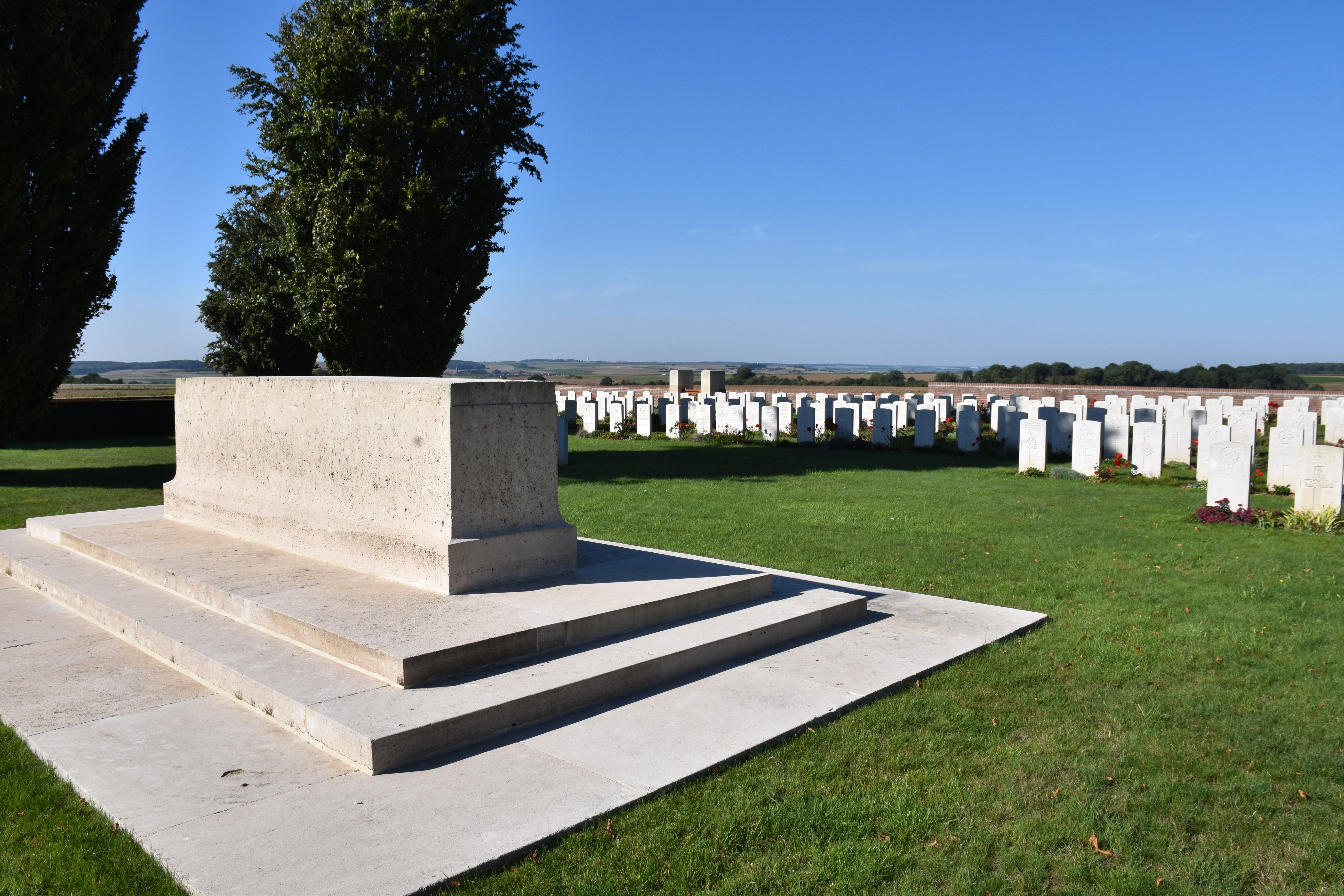
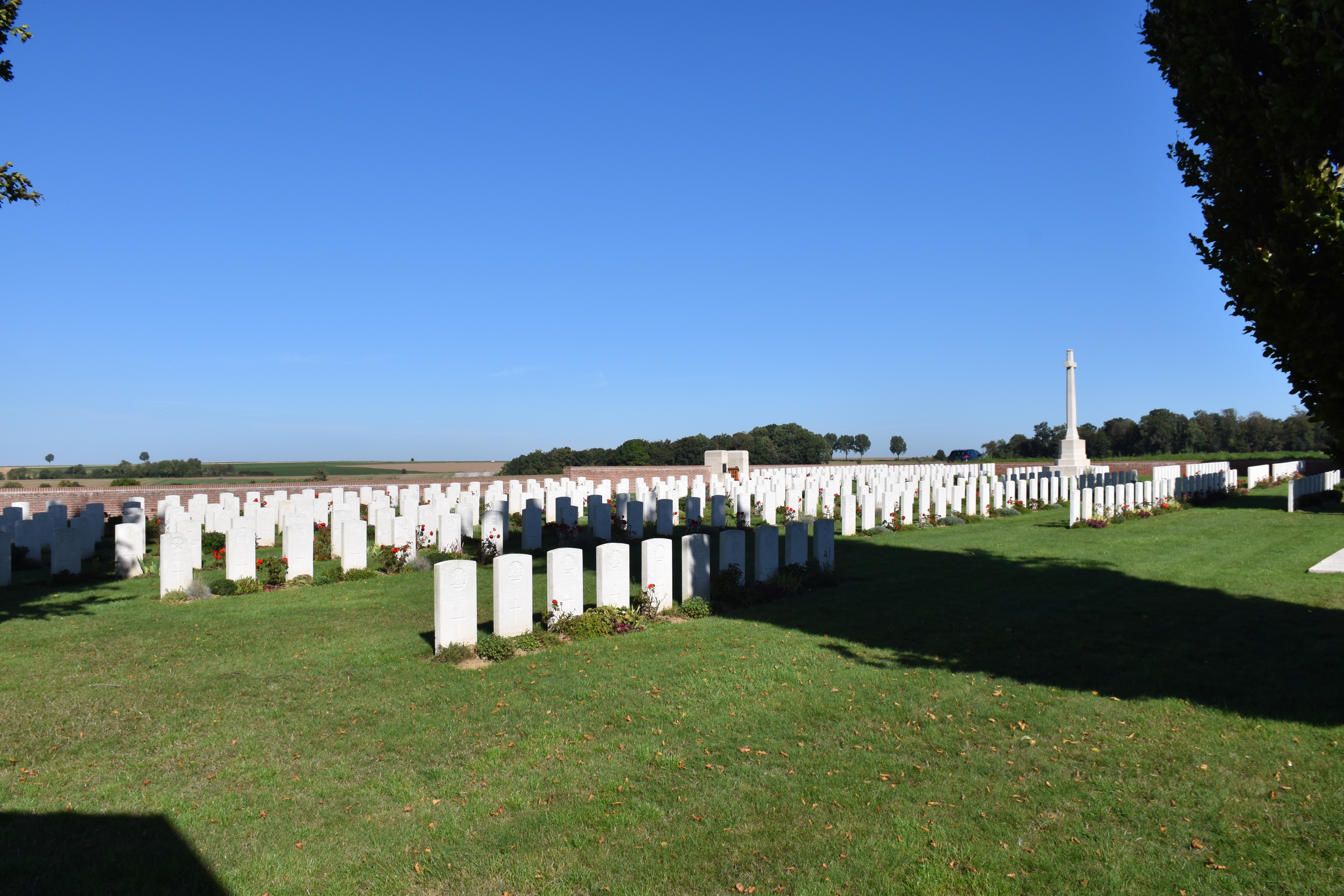
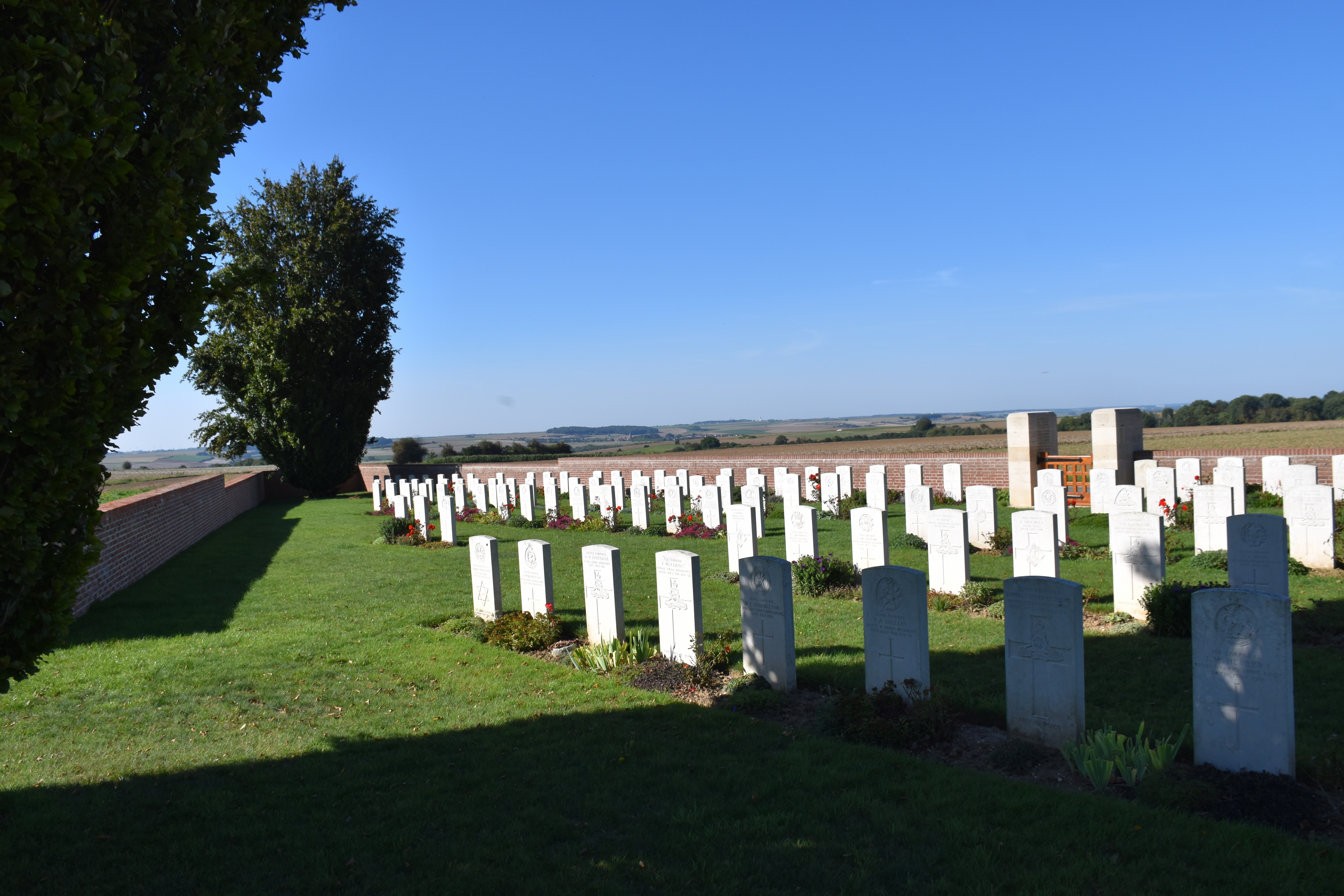
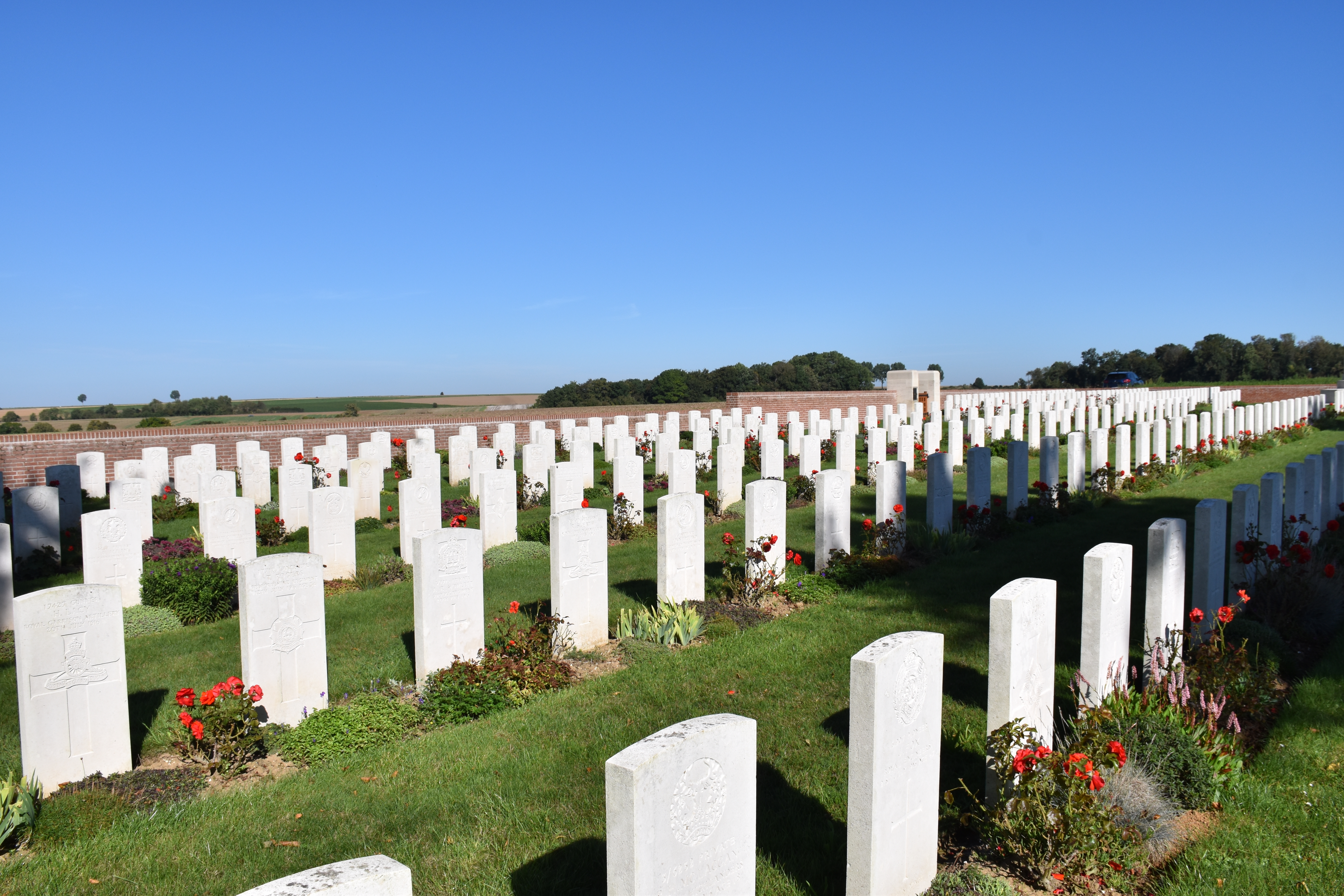
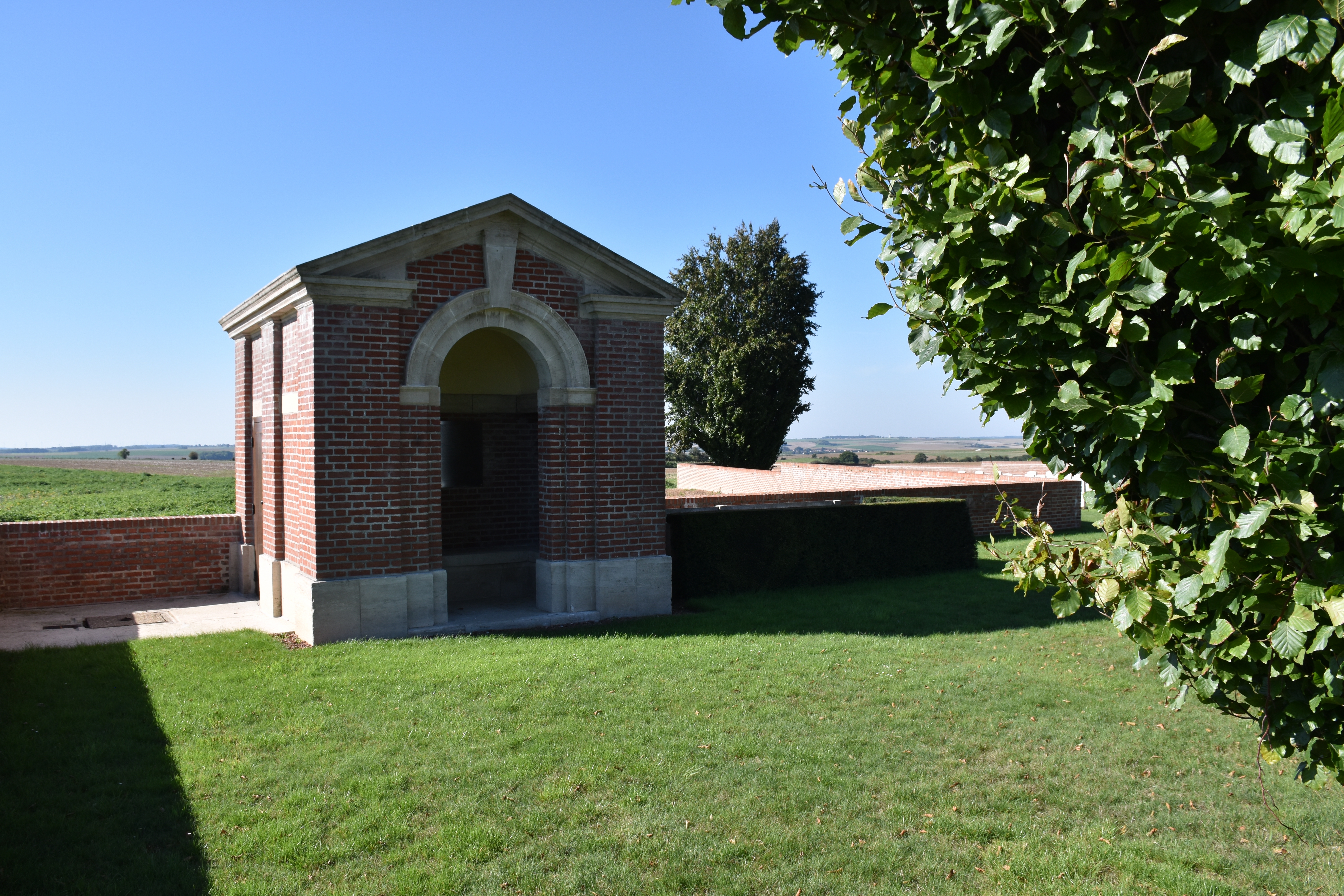
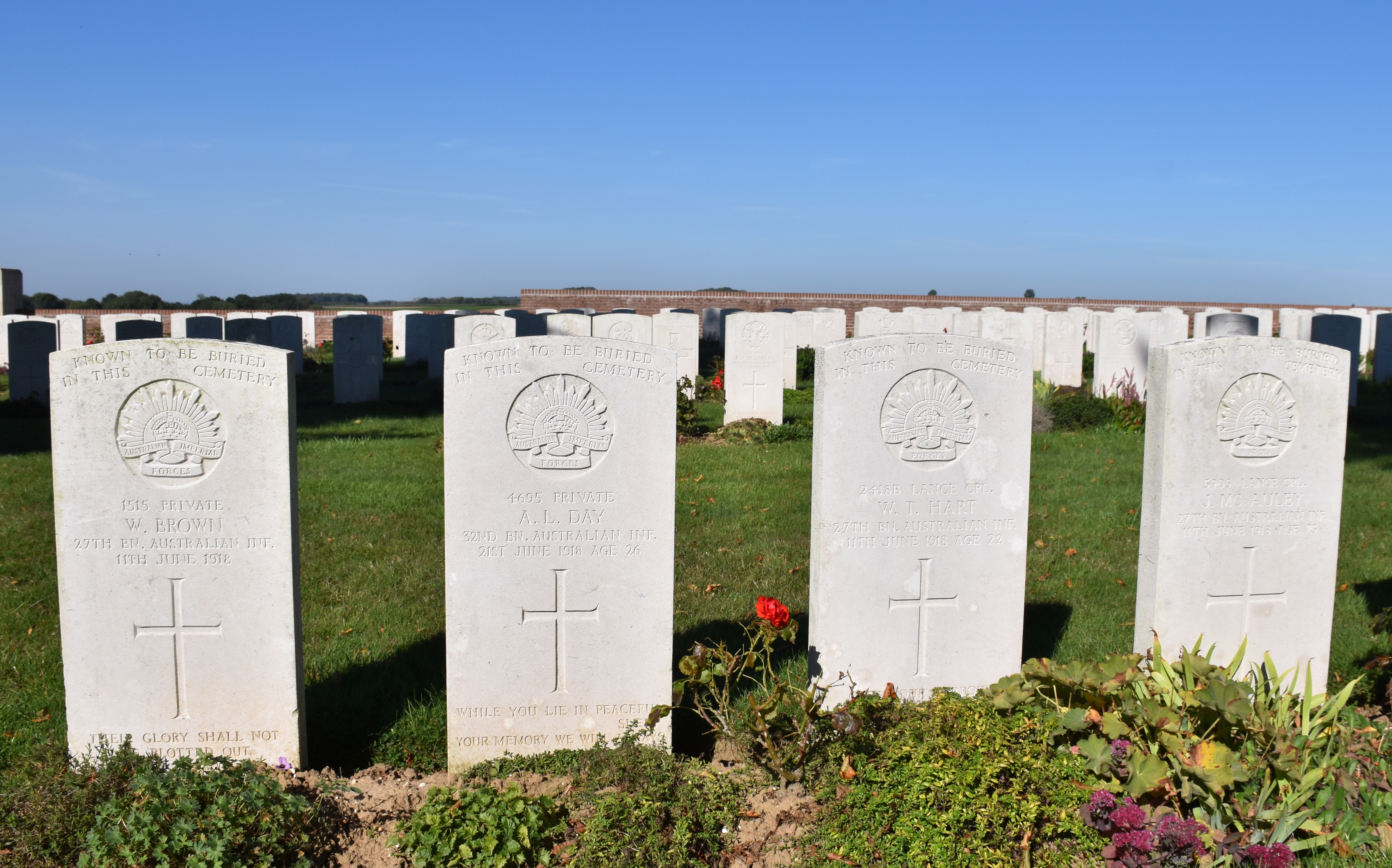
Tombes de quatre soldats australiens tombés lors de l'Offensive allemande de 1918.